# HD 57197
HD 57197 är en ensam stjärna belägen i den södra delen av stjärnbilden Akterskeppet, som också har Bayer-beteckningen M Puppis. Den har en skenbar magnitud av ca 5,84 och är mycket svagt synlig för blotta ögat där ljusföroreningar ej förekommer. Baserat på parallaxmätning inom Hipparcosuppdraget på ca 5,5 mas, beräknas den befinna sig på ett avstånd på ca 590 ljusår (ca 181 parsek) från solen. Den rör sig bort från solen med en heliocentrisk radialhastighet på ca 13 km/s.

## Egenskaper
HD 57197 är en blå jättestjärna eller ljusstark jätte av spektralklass B8 II/III Vn. Den har en radie som är ca 2,6 solradier och har ca 256 gånger solens utstrålning av energi från dess fotosfär vid en effektiv temperatur av ca 12 000 K.